# Canton de la Baule-Escoublac
Le canton de la Baule-Escoublac est une circonscription électorale française située dans le département de la Loire-Atlantique (région Pays de la Loire).

## Histoire
Le canton a été créé par décret du 29 janvier 1985 réorganisant les cantons de Guérande, Saint-Nazaire-Centre et Saint-Nazaire-Ouest.
Par décret du 25 février 2014, le nombre de cantons du département est divisé par deux, avec mise en application aux élections départementales de mars 2015. Le canton de la Baule-Escoublac est conservé et s'agrandit. Il passe de 2 à 6 communes.

## Représentation

### Représentation avant 2015
| Période                                  | Période | Identité       | Étiquette    | Qualité |
| ---------------------------------------- | ------- | -------------- | ------------ | --- |
| 1985                                     | 2011    | Guy Lemaire    | RPR puis UMP | Médecin biologiste Adjoint au maire de La Baule-Escoublac (1983-1995) Vice-Président du Conseil Général (1992-2004) Sénateur (1992-2001) |
| 2011                                     | 2015    | Gatien Meunier | UMP          | Ancien gendarme Adjoint au maire de La Baule-Escoublac                                                                                   |
| Les données manquantes sont à compléter. |         |                |              | |

### Représentation à partir de 2015
| Période élective | Période élective | Mandat | Mandat   | Identité                | Nuance | Nuance | Qualité |
| ---------------- | ---------------- | ------ | -------- | ----------------------- | ------ | ------ | --- |
| 2015             | 2021             | 2015   | 2021     | Danielle Rival          |        | LR     | Cadre financier Maire de Batz-sur-Mer (2001-2014) Ancienne conseillère régionale (2010-2015)                                            |
| 2015             | 2021             | 2015   | 2021     | Gatien Meunier          |        | LR     | Adjoint au maire de La Baule-Escoublac (jusqu'en 2020) Chef de file des élus LR au conseil départemental Secrétaire départemental de LR |
| 2021             | 2028             | 2021   | en cours | Sylvie Goslin-Guiheneuf |        | LR     | Cadre dans le tourisme Conseillère municipale de Saint-André-des-Eaux                                                                   |
| 2021             | 2028             | 2021   | en cours | Rémi Raher              |        | DVC    | Chef d’entreprise dans les médias et l'édition Conseiller municipal de Pornichet                                                        |

### Résultats détaillés

#### Élections de mars 2015
À l'issue du 1er tour des élections départementales de 2015, deux binômes sont en ballottage : Gatien Meunier et Danielle Rival (Union de la Droite, 41,91 %) et Yannick Joubert et Evelyne Provost (PS, 22,86 %). Le taux de participation est de 50,32 % (19 951 votants sur 39 649 inscrits) contre 50,7 % au niveau départemental et 50,17 % au niveau national.
Au second tour, Gatien Meunier et Danielle Rival (Union de la Droite) sont élus avec 66,5 % des suffrages exprimés et un taux de participation de 48,26 % (11 738 voix pour 19 135 votants et 39 650 inscrits).

#### Élections de juin 2021
Le premier tour des élections départementales de 2021 est marqué par un très faible taux de participation (33,26 % au niveau national). Dans le canton de la Baule-Escoublac, ce taux de participation est de 34,05 % (14 559 votants sur 42 759 inscrits) contre 31,09 % au niveau départemental. À l'issue de ce premier tour, deux binômes sont en ballottage : Sylvie Goslin et Rémi Raher (Démocratie 44 - union de la droite, du centre et des indépendants, 37,39 %) et Dany Lamy et Marc Lepetit (LREM, 21,42 %).
Le second tour des élections est marqué une nouvelle fois par une abstention massive équivalente au premier tour. Les taux de participation sont de 34,36 % au niveau national, 32,4 % dans le département et 35,26 % dans le canton de la Baule-Escoublac. Sylvie Goslin et Rémi Raher (Démocratie 44 - union de la droite, du centre et des indépendants) sont élus avec 66,86 % des suffrages exprimés (8 681 voix pour 15 080 votants et 42 763 inscrits),,. 

## Composition

### Composition de 1985 à 2015

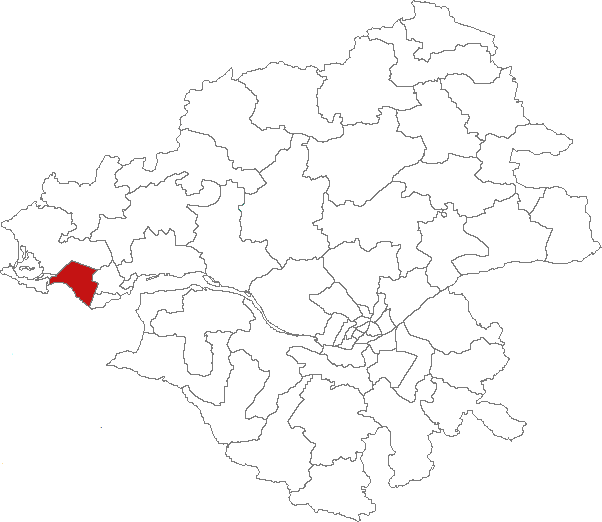
Situation du canton de la Baule-Escoublac dans le département de la Loire-Atlantique avant 2015.

Le canton comprenait trois communes.
| Nom                            | Code Insee | Codepostal | Superficie (km2) | Population (dernière pop. légale) | Densité (hab./km2) |
| ------------------------------ | ---------- | ---------- | ---------------- | --------------------------------- | ------------------ |
| La Baule-Escoublac (chef-lieu) | 44055      | 44500      | 22,19            | 15 474 (2012)                     | 697                |
| Pornichet                      | 44132      | 44380      | 12,67            | 10 323 (2012)                     | 815                |

### Composition après 2015
Le canton de la Baule-Escoublac comprend désormais six communes entières.
| Nom                                        | Code Insee | Intercommunalité                             | Superficie (km2) | Population (dernière pop. légale) | Densité (hab./km2) | Modifier                                    |
| ------------------------------------------ | ---------- | -------------------------------------------- | ---------------- | --------------------------------- | ------------------ | ------------------------------------------- |
| La Baule-Escoublac (bureau centralisateur) | 44055      | CA de la Presqu'île de Guérande Atlantique   | 22,19            | 16 613 (2022)                     | 749                | modifier les données · modifier les données |
| Batz-sur-Mer                               | 44010      | CA de la Presqu'île de Guérande Atlantique   | 9,27             | 2 799 (2022)                      | 302                | modifier les données · modifier les données |
| Le Croisic                                 | 44049      | CA de la Presqu'île de Guérande Atlantique   | 4,50             | 4 081 (2022)                      | 907                | modifier les données · modifier les données |
| Pornichet                                  | 44132      | CA de la Région Nazairienne et de l'Estuaire | 12,67            | 12 530 (2022)                     | 989                | modifier les données · modifier les données |
| Le Pouliguen                               | 44135      | CA de la Presqu'île de Guérande Atlantique   | 4,39             | 4 007 (2022)                      | 913                | modifier les données · modifier les données |
| Saint-André-des-Eaux                       | 44151      | CA de la Région Nazairienne et de l'Estuaire | 24,71            | 6 949 (2022)                      | 281                | modifier les données · modifier les données |
| Canton de la Baule-Escoublac               | 4402       |                                              | 77,73            | 46 979 (2022)                     | 604                | modifier les données                        |

## Démographie

### Démographie avant 2015
| 1990   | 1999   | 2006   | 2007   | 2008   | 2009   | 2010   | 2011   | 2012   |
| ------ | ------ | ------ | ------ | ------ | ------ | ------ | ------ | ------ |
| 22 978 | 25 499 | 26 518 | 27 161 | 27 333 | 26 701 | 26 491 | 26 473 | 25 797 |

### Démographie depuis 2015
En 2022, le canton comptait 46 979 habitants, en évolution de +6,99 % par rapport à 2016 (Loire-Atlantique : +6,68 %, France hors Mayotte : +2,11 %).
| 2013   | 2018   | 2022   |
| ------ | ------ | ------ |
| 43 561 | 44 757 | 46 979 |